# (4037) Ikeya
(4037) Ikeya ist ein Hauptgürtelasteroid, der am 2. März 1987 von Kenzō Suzuki und Takeshi Urata von der Toyota-Sternwarte entdeckt wurde.
Der Asteroid ist nach dem Amateurastronomen Kaoru Ikeya benannt, der zwischen 1963 und 1967 insgesamt fünf Kometen entdeckte.